# Рудник Балажал
Рудник Балажал – колишнє гірничодобувне підприємство у Абайській області Казахстану, яке вело розробку однойменного золоторудного родовища.
Розробка Балажалу з використанням методу кучкового вилужнювання почалась у 2004 році, при цьому руду видобували відкритим способом. 
Проектом опікувалась компанія «Семгео», яка вже у 2006-му зупинила роботи на Балажал через вичерпання розташованих близько до поверхні окислених руд та проблем з фінансуванням. В 2008-му рудник викупила компанія Nordgold, що належала до російської металургійної групи «Северсталь». На той час анонсувалось, що запаси родовища оцінюються у 20 тон з перспективною збільшення до 30 – 40 тон і що невдовзі розробка відновиться, причому частину руди будуть переробляти на фабриці з вилучення золота рудника Суздаль, яка призначена для роботи з сульфідними рудами. Втім, наразі про реалізацію цього проекту не повідомлялось.
В 2018-му «Семгео» домовилась здати майно рудника в оренду компанії «Goldstone Minerals», яка збиралась використати його при розробці розташованого за 12 км кілометрів золоторудного родовища Південні Ашали.